# Voj
Voj (Вой, Howl) war eine 1988 gegründete und 1991 aufgelöste Funeral-Doom-Band. Die Band zählt mit dem 1990 aufgenommenen und sich seit 1991 im Umlauf befindenden Album Кругами вечности zu den ersten Interpreten des Genres.

## Bandname
Die Gruppe firmierte unter der kyrillisch geschriebenen Bezeichnung Вой, was mit Voj oder Voy transkribiert wird. Der Ausdruck benennt das tierische Heulen. Entsprechend wird die Band gelegentlich auch als Howl bezeichnet.

## Geschichte

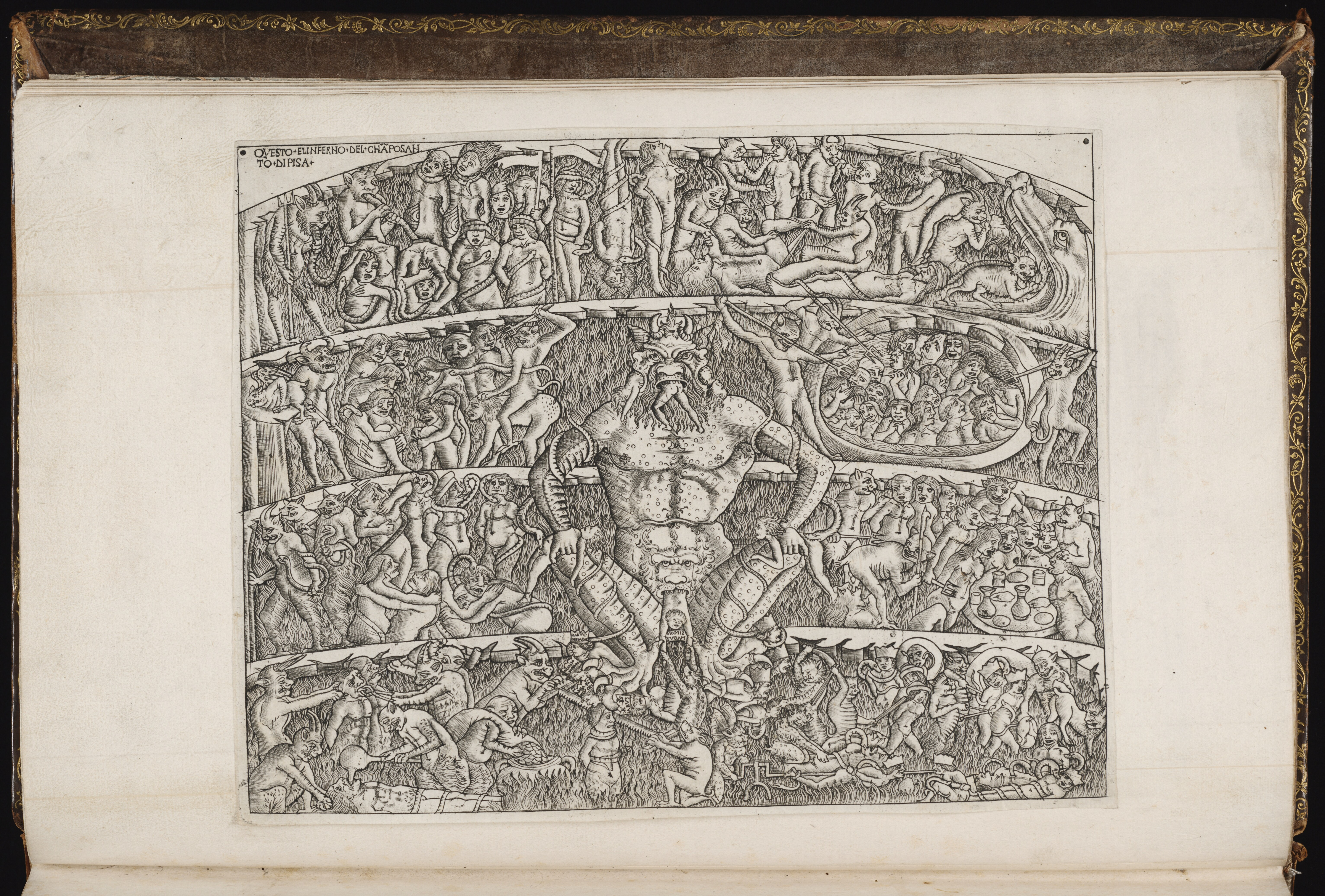
Die Illustration von Sandro Botticelli wurde für das Cover der offiziellen Veröffentlichung genutzt

Die Band Вой wurde 1988 in Moskau von dem Sänger und Gitarrist Alexey Lapshin gemeinsam mit dem Bassisten Dmitry Baglyuk und dem Schlagzeuger Igor Popov gegründet. Popov und Balyuk verließen Вой 1990 und wurden durch den Bassisten Oleg Karpov und den Schlagzeuger Pavel Moskvin ersetzt. In der frühen Besetzung und noch unter den Bedingungen der sich im Zerfall befindenden Sowjetunion waren die Musiker auf staatliches Equipment und entsprechende Räumlichkeiten angewiesen. Als Proberaum wurde der Band eine Bäckerei zur Verfügung gestellt. Das Projekt spielte dort 1989 das Demoband Дети Чумы ein und nachkommend in dem Tonstudio des russischen Musikers, Tontechnikers und Musikproduzenten Victor Vekstein von diesem unterstützt Ende 1990 das Studioalbum Кругами вечности. Nach wenigen Auftritten in Moskau hatte die Band sich wegen geringer Chancen auf dem nationalen und internationalen Musikmarkt aufgelöst. Das Debüt wurde anfänglich nicht offiziell veröffentlicht und erst 2012 über ein Label vertrieben. Вой wurde dennoch gelegentlich von der nationalen Musikpresse erwähnt, errang jedoch keine besondere Aufmerksamkeit.
Die Demoaufnahmen gelten als verschollen. Die Studioaufnahmen wurden 1990 als Tonband abgeschlossen, blieben unveröffentlicht und kursierten lange Zeit in nationalen Tapetrading-Kreisen. Internationale Popularität erlangte das Projekt, nachdem das Label Sublimity Records, ein Subunternehmen von Metalism Records, die erhaltenen Albumaufnahmen der Gruppe im Jahr 2012, mit neuer Gestaltung und ausführlichen von Lapshin verfassten Linernotes, in einer auf 100 Exemplare limitierten Version, als CD veröffentlichte. Dem Album wurden die Liedtexte, die Geschichte der Band sowie Fotos aus der Zeit beigefügt. Sänger und Gitarrist Alexey Lapshin gründete nach der Auflösung von Вой das Post-Industrial-Projekt Crunch. In einem Interview mit dem russischen Webzine Metal Library erläuterte er, dass er sich musikalisch seither weiterentwickelt habe und kein Interesse an einer Reunion hege.

## Werk und Wirkung
Die Gruppe spielte nur ein als verschollen geltendes Demo und ein erst Jahre nach den Aufnahmen offiziell veröffentlichtes Studioalbum ein. Die lange Zeit in Tapetrading-Kreisen kursierenden Albumaufnahmen wurden 2012 erstmals durch Sublimity Records veröffentlicht. Das Album gilt als oft übersehene nationale Wegmarke des Doom Metal und Funeral Doom.

### Stil und Inhalt
Die von Вой gespielte Musik wird überwiegend dem Funeral Doom zugerechnet. Lapshin gab an, dass Вой vornehmlich von Venom und Celtic Frost beeinflusst wurden. Texte und Musik waren konzeptionell inspiriert von beiden Bands. Indes strebten die Musiker danach eine Musik zu kreieren, die sich von der ihrer Vorbilder unterschied. In einer Banddarstellung für das Webzine Doom-Metal.com wird auf den schweizerische Bands wie Hellhammer, Samael und Mordor verwiesen. Hinzukommend wird das Instrumental Oppression Freedom Oppression der amerikanischen Death-Doom-Band Winter als Assoziation angeführt.
Die Musik gilt als auf eine tiefe jedoch einfach gehaltene Atmosphäre hin ausgerichtet. Hierzu nutze die Band vorrangig ein Wechselspiel von Gitarre und Schlagzeug. Im Vordergrund steht das Schlagzeugspiel während Lapshin einen als heiser wahrgenommenen Brüllgesang mit gedämpfter Stimme zum Vortrag  satanischer Texte in russischer Sprache nutzt. Die in den Hintergrund gemischte Gitarrenriffs und vereinzelte Bassanschläge sowie wenige Keyboardklänge ergänzen das als minimalistisch beschriebene Spiel aus dröhnender Gitarre, beschwörendem Gesang und reduzierten Schlagzeugfiguren. Orientiert an den Vorbildern Celtic Frost und Venom verfasste Lapshin Texte mit Bezug zur Hölle, zu Dunkelheit sowie zum Satanismus, wodurch Вой auch der Frühform des Black Doom von Barathrum und Unholy entspricht.

### Rezeption und Bedeutung
Obwohl die Band ihr Debüt nicht veröffentlichte, wurde Вой von russischen Magazinen wie ТТТРРАХ!, Сдвиг und Железный марш erwähnt, errang seinerzeit jedoch keine besondere nationale oder gar internationale Aufmerksamkeit. Mit der Veröffentlichung 2012 lobten insbesondere russische Webzines die Musik und hoben die Bedeutung der Band im Genre als übersehener Mitinitiator des Funeral Doom hervor. So wurde das Album ebenso vom vertreibenden Label als vergessene oder übersehene Veröffentlichung der Initiierung des Genres Funeral Doom beworben.
Dem Album und der Geschichte der Band gegenüber herrscht mitunter Skepsis. Aufgrund der hohen Aufnahmequalität und dem angegebenen Zeitpunkt der Produktion im Verhältnis zu anderen Veröffentlichungen ähnlicher Stilrichtungen wird die Authentizität der Angaben gelegentlich bezweifelt. Auch der Einfluss der Band wird aufgrund der geringen Reichweite und der inexistenten Vermarktung in der Banddarstellung des Webzines Doom-Metal.com als fragwürdig bezeichnet. Dennoch, so weiter, könne die Band mit ihrem Debüt als wichtiges Kapitel in der Geschichte des Doom Metal und insbesondere des Funeral Doom neben Mordor und Thergothon gelten.